# 茅ヶ崎市立香川小学校
茅ヶ崎市立香川小学校（ちがさきしりつ かがわしょうがっこう）は、神奈川県茅ヶ崎市にある公立小学校。

## 沿革
（沿革節の主要な出典は公式サイト）
- 1964年（昭和39年） - 茅ヶ崎市立松林小学校から分離し創立。
- 1965年
  - 1月26日 - 校章制定。
  - 3月6日 - 第一期工事完成落成式。この日を開校記念日とした。校旗制定。
- 1967年（昭和42年）3月1日 - 校歌制定（作詞 : 小島寅雄　作曲 : 八洲秀章）。
- 2012年（平成24年）4月 - この年度から、香川小学校規模適正化の一つとして、香川小学校通学区域に特認地域を指定される。これにより、香川小学校に加え、鶴が台小学校や地域によっては小出小学校、室田小学校を就学する学校として選択可能になる[2][3]。

## 特徴
- 2020年度より通知表を廃止したことで注目を集めた[4]。

## 所在地
- 神奈川県茅ヶ崎市香川1丁目33-1

## アクセス
- JR東海道線茅ケ崎駅（北口）から、神奈川中央交通バス、松風台行き/みずき循環で15分、「香川小学校入口」バス停下車後、徒歩5分。
- JR相模線香川駅下車後、徒歩10分。